# Flatanger
Flatanger is een gemeente in de Noorse provincie Trøndelag. De gemeente telde 1090 inwoners in januari 2017.

## Plaatsen in de gemeente
- Fløaskogen
- Innvorda
- Jøssund
- Kvaløyseter
- Lauvsnes
- Oppland
- Sitter
- Småværet
- Utvorda
- Vik

## Brand
Een brand die woedde van 27 tot en met 29 januari 2014 heeft de kernen Uran, Harstad, Småværet en Hasvag grotendeels verwoest.
Åfjord · Flatanger · Frosta · Frøya · Grong · Heim · Hitra · Holtålen · Høylandet · Inderøy · Indre Fosen · Leka · Levanger · Lierne · Malvik ·  Melhus · Meråker · Midtre Gauldal · Nærøysund · Namsos · Namsskogan · Oppdal · Orkland · Ørland · Osen · Overhalla · Rennebu · Rindal · Røros · Røyrvik · Selbu · Skaun · Snåsa · Steinkjer · Stjørdal · Trondheim · Tydal · Verdal

Fylker van Noorwegen